# Werner Margreiter
Werner Margreiter (* 8. Mai 1954 in Wörgl) ist ein ehemaliger österreichischer Skirennläufer und Trainer. Als Skirennläufer erreichte der Abfahrtsspezialist zwei Top-10-Platzierungen im Weltcup, als Trainer war er unter anderem Chefcoach des US-Damenteams sowie der österreichischen und deutschen Herrenmannschaft.

## Biografie
Werner Margreiter wurde 1968 in den Nachwuchskader des Österreichischen Skiverbandes (ÖSV) aufgenommen, nachdem er zuvor vier Jahre im Tiroler Landeskader war. Ab demselben Jahr besuchte er das Skigymnasium in Stams, das er mit der Matura abschloss. Erste internationale Erfolge erzielte er bei den Junioreneuropameisterschaften 1972 in Madonna di Campiglio mit dem Sieg in der Kombination – die damals nicht offiziell gewertet wurde – und dem dritten Platz in der Abfahrt. Die Abfahrt blieb in der Folge Margreiters stärkste Disziplin. Von 1974 bis 1977 gehörte er der österreichischen Weltcup-Abfahrtsmannschaft an. Zweimal gewann Margreiter Weltcuppunkte, die zu dieser Zeit für die schnellsten zehn eines Rennens vergeben wurden. Das erste Mal gelang ihm dies am 15. Dezember 1974 mit Platz sechs in St. Moritz und das zweite Mal am 9. März 1975 mit Rang neun in Jackson Hole. Damit belegte er in der Saison 1974/75 den 15. Platz im Abfahrtsweltcup und den 40. Rang im Gesamtweltcup. 1975 und 1978 gewann Margreiter, der ein Lehramtsstudium in Sport, Philosophie und Pädagogik absolvierte, zwei Silbermedaillen in der Abfahrt bei den Winter-Universiaden in Livigno und Špindlerův Mlýn.
Nach dem Ende seiner aktiven Karriere begann Margreiter als Trainer zu arbeiten. Von 1980 bis 1984 betreute er die österreichischen Abfahrts-Damen, die in diesen Jahren zwar mehrere Weltcupsiege erreichten, nach dem Rücktritt von Annemarie Moser-Pröll aber bei Großereignissen zweimal ohne Medaillen blieben. Anschließend ging er in die USA und war von 1984 bis 1986 Cheftrainer der US-Damenmannschaft, der unter anderem Diann Roffe, Riesenslalom-Weltmeisterin 1985, und Tamara McKinney angehörten. Danach war er zwei Jahre Sportdirektor an der Green Mountain Valley School in Waitsfield, Vermont, die zu dieser Zeit unter anderem der spätere Weltmeister Daron Rahlves besuchte.
Margreiter kehrte 1988 nach Österreich zurück und war zunächst zwei Jahre Assistent und Skilehrer im Bundessportheim St. Christoph, danach baute er eine Skischule am Patscherkofel auf. 1992 ging Margreiter als neuer Herren-Cheftrainer zum ÖSV zurück. Nach Umstrukturierungen der Trainingsgruppen gipfelte sein Erfolg als Cheftrainer in der Saison 1997/98, als Österreichs Skiherren mit Hermann Maier an der Spitze 25 von 37 Weltcuprennen gewannen und den Gesamtweltcup sowie alle Disziplinenweltcups für sich entschieden. Hinzu kamen drei Goldmedaillen bei den Olympischen Winterspielen 1998, gefolgt von zwei Goldmedaillen bei den Weltmeisterschaften 1999. Davor hatten die österreichischen Herren unter seiner Führung bereits je eine Goldmedaille bei den Olympischen Spielen 1994 und der Weltmeisterschaft 1996 gewonnen. Als Margreiter 1999 von Toni Giger, der bis dahin Weltcup-Gruppentrainer im ÖSV war, abgelöst wurde, konnte er in seiner Bilanz zwölf WM-Medaillen (davon drei in Gold), zehn Olympiamedaillen (viermal Gold), einen Gesamtweltcupsieg durch Hermann Maier 1998 – den ersten der österreichischen Herren seit Karl Schranz 1970 – und zehn Disziplinenweltcupsiege vorweisen.
Ab 1999 war Margreiter Sportdirektor im Organisationskomitee der Weltmeisterschaften 2001 in St. Anton am Arlberg. Danach arbeitete er als Geschäftsführer dreier Liftbetriebe. Während dieser Zeit nahm er auch selbst wieder an Skirennen teil. Bei den Masters-Weltmeisterschaften 2000 in Méribel belegte er in seiner Altersklasse den zweiten Platz im Super-G. Seinen Abstecher in die Wirtschaft beendete Margreiter, als er 2003 Herren-Cheftrainer im Deutschen Skiverband wurde. Neben der Goldmedaille im Mannschaftswettbewerb der Weltmeisterschaften 2005 (zusammen mit den Damen) gewannen die deutschen Herren unter Margreiters Leitung zwei Weltcuprennen durch den Abfahrer Max Rauffer und den Slalomspezialisten Alois Vogl. Zudem erzielten Vogl und Felix Neureuther mehrere Podestplätze. 2007 beendete er seine Trainertätigkeit, sein auslaufender Vertrag mit dem deutschen Verband wurde nicht verlängert.
Mit dem Skisport ist Margreiter weiterhin eng verbunden. Neben der Leitung einer Skischule fungierte er als Trainer der Skiabteilung des TSV 1860 München. Er gehörte als Sportchef dem Organisationskomitee der Olympischen Jugend-Winterspiele 2012 in Innsbruck und Seefeld an und ist seit 2010 Präsident des Tiroler Skiverbandes.